# Abeille Liberté
Die Abeille Liberté ist ein etwa 80 Meter langer, französischer Hochsee-Bergungsschlepper des Typs UT 515.
Das 2005 gebaute und unter französischer Flagge fahrende Schiff dient der Abwehr von Gefahr im Falle einer Havarie. Stationiert ist das Schiff in Cherbourg. 
Bei der Abeille Liberté handelt es sich um einen von insgesamt fünf Notschleppern in Frankreich. Es existiert ein beinahe baugleiches Schiff, die Abeille Bourbon.

## Technik
Das Schiff verfügt über eine Leistung von 16.000 kW. Der Pfahlzug des Schleppers beträgt 200 t.

## Bekannte Einsätze
Im Januar 2007 kam der Schlepper bei der Havarie des Containerschiffs MSC Napoli zum Einsatz.